# رباط صليبي أمامي

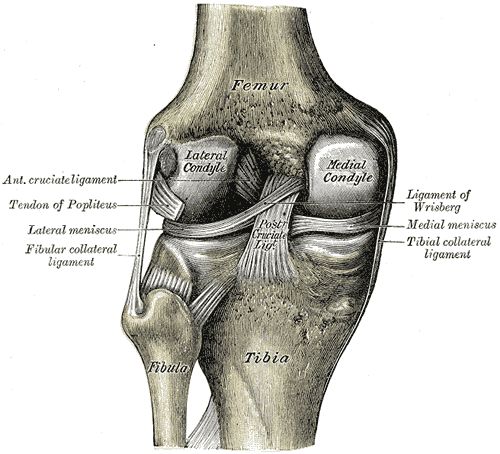
أربطة مفصل الركبة، ويظهر فيها الرباط المتصالب الأمامي، موسوماً في يمين الصورة، والرباط المتصالب الخلفي، والموسوم في وسط الصورة

الرباط الصليبي الأمامي (بالإنجليزية: Anterior cruciate ligament)‏ واختصاره ACL، هو أحد الأربطة الأربعة الموجودة في الركبة والتي تصل عظم الظنبوب (قصبة الساق) بعظم الفخذ. وهذه الأربطة الأربعة هي: الرباط الجانبي الوحشي (بالإنجليزية: Lateral collateral ligament)‏، و الرباط الجانبي الإنسي (بالإنجليزية: Medial collateral ligament)‏، والرباط المتصالب الأمامي، والرباط المتصالب الخلفي (بالإنجليزية: Posterior cruciate ligament)‏.

## التشريح

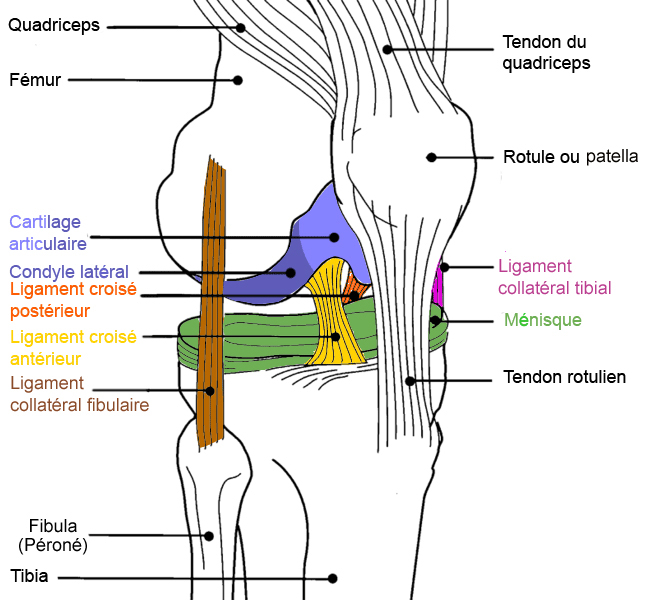
مخطط دقيق للرباط الصليبي الامامي

يتصل الرباط الصليبي الأمامي (بالإنجليزية: Anterior cruciate ligament)‏ بالانخفاض الموجود أمام البارزة بين اللقمتين في أعلى الظنبوب (قصبة الساق)، ويسير هذا الرباط لأعلى، وللخلف، ووحشياً، ويتصل في منتهاه بالجانب الإنسي والخلفي من اللقمة الوحشية لعظم الفخذ. هذا الاتجاه المائل للرباط المتصالب في وسط الركبة يمنع الظنبوب من أن ينزلق أماماً على عظم الفخذ، كما أنه يزود الركبة بثبات دوراني (أي في حال الحركة الدورانية للظنبوب حول محور عظم الفخذ).
الجزء الذي يحمل الوزن من الركبة يكون مغطىً بطبقة غضروفية. وفي كل جانب من المفصل، وبالتحديد بين عظم الظنبوب (قصبة الساق) وعظم الفخذ، توجد هلالة إنسية وأخرى وحشية، حيث تعمل على امتصاص الصدمات وتخفيف الضغط بين الظنبوب وعظم الفخذ.

## الإصابة
الرباط الصليبي الأمامي يُعد من أكثر الأربطة عُرضةً للإصابة، حيث يصاب حوالي 200,000 شخص كل سنة، نصفهم يحتاج لعمليات إعادة بناء الرباط الصليبي الأمامي (ACL reconstruction). نسبة إصابة هذا الرباط تكون أعلى في أولئك الذين يمارسون رياضات "عالية الخطورة"، كلاعبي كرة السلة، ولاعبي كرة القدم، و المتزلجين، ولاعبي كرة القدم الأمريكية.
تقريباً نصف الإصابات تحدث مع إصابة أخرى للهلالة، أو غضروف المفصل، أو أحد الأربطة الأخرى. كما أن العظم الموجود تحت غضروف المفصل قد يصاب أيضاً، وهو ما تمكن رؤيته باستخدام التصوير بالرنين المغناطيسي.

### كيفية حدوث الإصابة
تحدث الإصابة عن طريق:
1. الاحتكاك العنيف مع لاعب آخر.
2. الهبوط الخاطئ على القدم.
3. التوقف المفاجئ.
4. فقدان التوازن عند المراوغة والالتفاف.[3]

### الأعراض
الأعراض الأولية تشمل سماع صوت (بوب) أثناء حركة الركبة، وحدوث تورم في الركبة، وعدم ثبات الركبة، وقد يصاحب ذلك أعراض ثانوية مثل: الركبة المقفلة (بالإنجليزية: lock knee)‏ حيث لا يستطيع المصاب تحريك الركبة للأمام أو الخلف بسبب وجود جزء من الغضروف الممزق معيقاً للحركة.

### إصلاح الرباط الصليبي الأمامي
تُعتبر إصابة الرباط الصليبي الأمامي الأكثر شيوعاُ بين إصابات الأربطة ، وتقوم عملية إصلاح الرباط الصليبي الأمامي بإصلاح أو إعادة توصيل الرباط الصليبي المقطوع. من الممكن أن يحتاج الرباط الصليبي الأمامي للتغيير بدلاً من الإصلاح في حالة انقطاعه ، وتتوافر عدة إمكانيات لاستبدال الرباط الصليبي الأمامي وبصفة عامة تتمتع جميع الطعوم المستخدمة لاستبدال الرباط الصليبي بقوة شدّ هائلة.

## معرض الصور

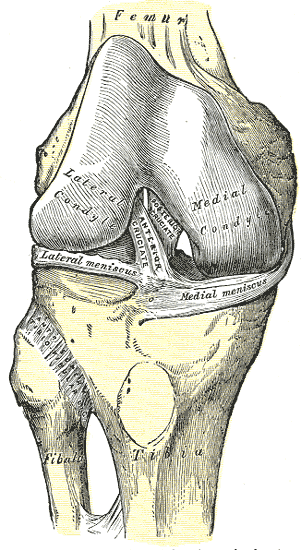
Right knee-joint, from the front, showing interior ligaments.
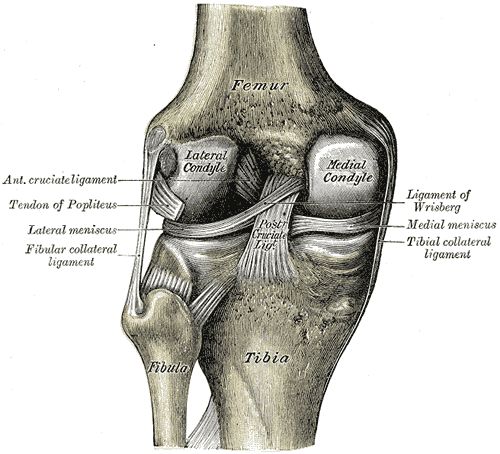
Left knee-joint from behind, showing interior ligaments.
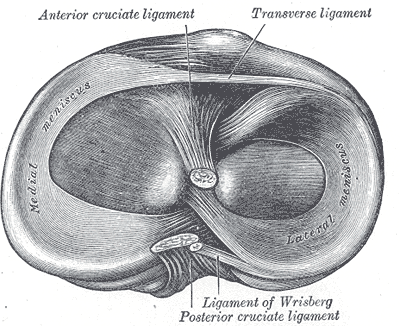
Head of right tibia seen from above, showing menisci and attachments of ligaments.
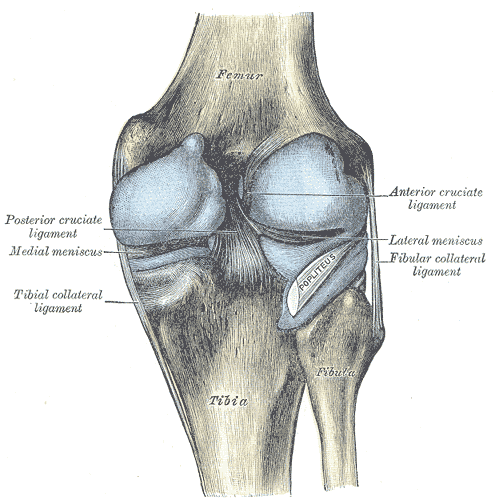
Capsule of right knee-joint (distended). Posterior aspect.
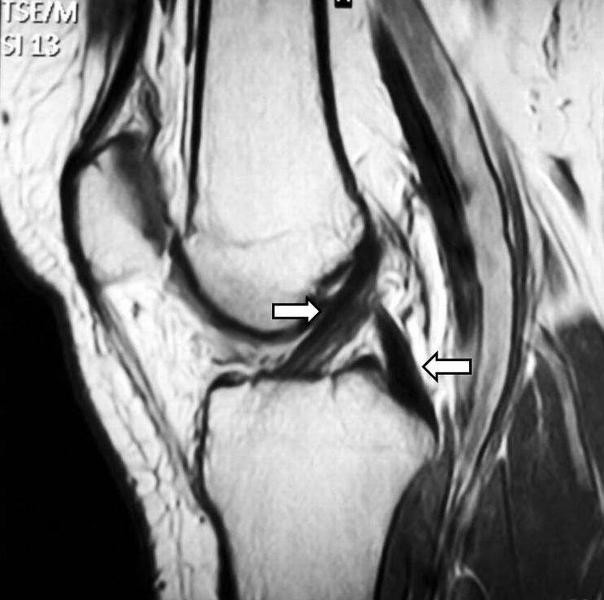
MRI shows normal signal of both cruciate ligaments (arrows).
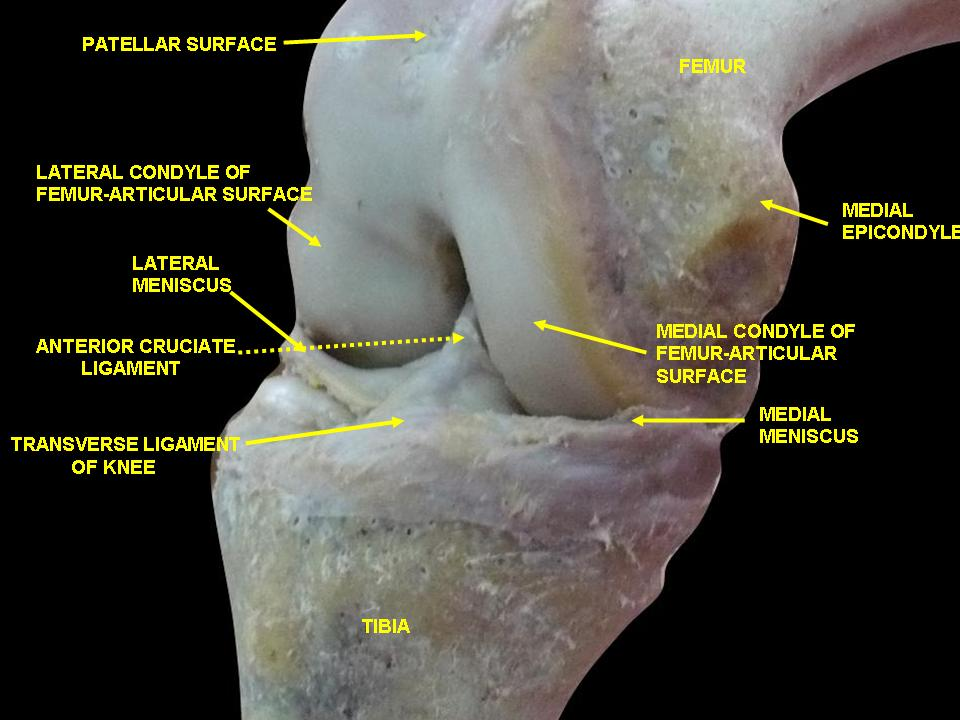
Knee joint.Deep dissection. Anteromedial view.